# 遅霜予報
遅霜予報（おそじもよほう）とは、かつて静岡地方気象台が静岡県内において翌朝の霜の有無を予報していたものである。2020年をもって廃止された。

## 特徴
民間の気象会社で霜の予報は行われているが、霜注意報を除けば全国の気象台の中で霜の予報を行っているのは静岡地方気象台のみであった。これは静岡県内で茶園業がさかんであるためで、凍霜害が茶業に重大な被害をもたらすためである。
この予報と各個人の経験をもとに、県内の茶業関係者は防霜ファンの駆動制御やシート掛けなど、霜に対する対策を行っていた。

## 遅霜予報の発表内容
3月15日から5月10日まで1日2回（昼と夕方）西部、中部、東部に区切って霜の有無の予報及び解説をするものであった。伊豆は茶産業が盛んでないため、発表は無かった。また霜の予想に加え、浜松、静岡、三島、天竜、菊川牧之原、川根本町、富士、御殿場の翌日の予想最低気温が発表されていた。
なお、この予報は気象庁ホームページには公開されていなかった。